# Scheluw

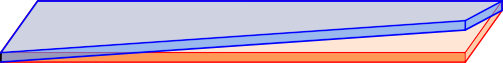
scheluw: vervorming van een plat vlak

Een vlak wordt scheluw genoemd wanneer de tegenover elkaar liggende randen of zijden niet in een plat vlak liggen. Andere termen die gebruikt worden zijn gedraaid of scheef.

## Houtverwerking
Door te veel of te weinig vocht in het hout kan dit gaan werken en daardoor vervormen en wordt dan scheluw genoemd. Het gevolg kan zijn dat een kastdeur boven of onder niet goed meer sluit, of dat een houten vloer of traptrede niet meer vlak ligt. Vaak gaat het om hout dat te snel na winning is verwerkt en onvoldoende heeft kunnen drogen of hout dat is gezaagd uit een kromme boom.
In de meubelindustrie wordt voornamelijk werkingsarm plaatmateriaal gebruikt, zoals mdf, spaanplaat, multiplex en meubelplaat, dat beter tegen vochtinwerking bestand is en daardoor veel minder snel kromtrekt. Ook houten vloeren  worden meestal met samengesteld materiaal gelegd, met een toplaag van enkele millimeters echt hout of zelfs slechts een folie met een fotografische afdruk van een houten plank. Echte (massief) houten vloeren moeten stevig met een vaste ondergrond worden verbonden om kromtrekken, maar ook krimpen of uitzetten tegen te gaan.

## Bouw en molenbouw
De term scheluw wordt ook gebruikt voor trap- en dakconstructies. Een trap wordt scheluw genoemd als de bomen niet even lang zijn, dit in tegenstelling tot een rechte steektrap. Een dak wordt scheluw genoemd als de (evenwijdige) hellingsranden niet dezelfde hoek hebben.
Bij molens zijn de kleppen van een zelfzwichter scheluw gemaakt voor het verkrijgen van een zeeg in de wiek.